# Паризька хартія для нової Європи
Паризька хартія для нової Європи (англ. Charter of Paris for a New Europe) — підсумковий документ Наради з безпеки і співробітництва в Європі, що відбулася в Парижі 21 листопада 1990 року. Підписана від імені Австрії, Бельгії, Болгарії, Угорщини, Німеччини, Греції, Данії, Ірландії, Ісландії, Іспанії, Італії (Європейське Співтовариство), Канади, Кіпру, Ліхтенштейну, Люксембургу, Мальти, Монако, Нідерландів, Норвегії, Польщі, Португалії, Румунії, Сан-Марино, Святійшого Престолу, Сполученого Королівства, Сполучених Штатів Америки, Союзу Радянських Соціалістичних Республік, Туреччини, Фінляндії, Франції, Чеської і Словацької Федеративної Республіки, Швейцарії, Швеції та Югославії.
Як частина Гельсінського процесу в період закінчення «холодної війни» та народження нової системи європейських відносин, Хартія продемонструвала, що країни Сходу й Заходу прихильні поступовому, еволюційному переходу до нового європейського порядку в мирних умовах, а не через війни та конфлікти.

## Історія прийняття
Демократичні революції в країнах Центральної та Східної Європи, падіння Берлінського муру та об'єднання Німеччини стали етапними подіями процесу розвалу ялтинсько-потсдамської системи європейського порядку, завершення «холодної війни» та розколу Європи на антагоністичні табори.
Ще у 1989 році Радянський Союз виступив з ініціативами скликання нового загальноєвропейського саміту НБСЄ, підготовки Договору між НАТО й ОВД, а також зміцнення та інституціалізації гельсінського процесу. Зі свого боку США, Франція, ФРН, Італія, Велика Британія та інші західні країни висловили готовність підготувати спільну декларацію про відмову від агресії між країнами — членами НАТО й ОВД; успішно завершити переговори про скорочення звичайних збройних сил в Європі; розпочати інституціалізацію гельсінського процесу.
У липні 1990 у Відні розпочав роботу підготовчий комітет саміту, який було вирішено провести у Парижі.
Нарада глав держав та урядів 34 країн — учасниць НБСЄ тривала з 18 по 21 листопада 1990 року. За її підсумками був прийнятий безпрецедентний для європейської політики пакет документів та рішень: Паризька Хартія для нової Європи, Спільна декларація 22 країн Варшавського Договору та НАТО, Договір про звичайні збройні сили в Європі. Був підтверджений Віденський документ про заходи зміцнення довіри та безпеки. У контекст паризьких рішень органічно вписувався і Договір про остаточне врегулювання стосовно Німеччини, який було підписано в Москві 12 вересня 1990 року.
Наріжним документом Наради стала Паризька Хартія для нової Європи, яка констатувала: «Ера конфронтації та розколу Європи завершилася. Ми заявляємо, що віднині наші відносини будуватимуться на взаємній повазі та співробітництві». 34 країни — учасниці НБСЄ дійшли згоди та зафіксували єдині принципи європейського життя: демократія, заснована на правах людини і основних свободах; розвиток через економічну свободу та соціальну справедливість; однакова безпека для всіх.

## Зміст Хартії
Паризька хартія складається з таких розділів:
- Нова ера демократії, миру і єдності
  - Права людини, демократія і верховенство закону
  - Економічна свобода і відповідальність
  - Дружні відносини між державами — учасницями
  - Безпека
  - Єдність
  - НБСЄ та мир
- Орієнтири на майбутнє
  - Людський вимір
  - Безпека
  - Економічне співробітництво
  - Навколишнє середовище
  - Культура
  - Робітники — мігранти
  - Середземномор'я
  - Неурядові організації
- Нові структури та інститути процесу НБСЄ.

До Хартії додається «Додатковий документ про здійснення певних положень, що містяться У Паризькій хартії для нової Європи», який запровадив такі інститути в рамках НБСЄ, як Рада міністрів, Механізм для серйозних надзвичайних ситуацій, Центр попередження конфліктів, Бюро вільних виборів, періодичні наради експертів з різних питань.